# Hany Said
Hany Said (en árabe: هاني عمر محمد سعيد زكريا جاد‎; El Cairo, Egipto, 22 de abril de 1980) es un exfutbolista de Egipto que jugaba en las posiciones de defensa central, líbero y centrocampista.

## Carrera

### Club
| Periodo   | Club                     |
| --------- | ------------------------ |
| 1997–1998 | Al-Ahly SC               |
| 1998–2003 | SSC Bari                 |
| 2000      | → AC Bellinzona (cedido) |
| 2003      | ACR Messina              |
| 2003      | ACF Fiorentina           |
| 2004      | US Pistoiese 1921        |
| 2004–2005 | RAEC Mons                |
| 2005–2006 | Al-Masry SC              |
| 2006–2008 | Ismaily SC               |
| 2008–2011 | Zamalek SC               |
| 2011–2013 | Misr Lel Makkasa SC      |
| 2013      | Smouha SC                |
| 2013–2019 | Misr Lel Makkasa SC      |

### Selección nacional
Debutó con Egipto el 9 de junio de 2000 en la derrota por 0-1 ante Corea del Sur por la Copa LG y su último partido internacional fue el 3 de marzo de 2010 en la derrota por 1-3 ante Inglaterra en un partido amistoso en Londres. Jugó 74 partidos internacionales sin anotar goles, jugó la Copa FIFA Confederaciones 2009 y cuatro ediciones de la Copa Africana de Naciones, donde fue campeón en dos ocasiones y seleccionado en el equipo ideal del torneo en 2008.

## Caso de dopaje
En marzo de 2002 la CAF y la FIFA suspendieron a Hany por seis meses luego de dar positivo en un control antidopaje en la Copa Africana de Naciones 2002 jugada en Malí.

## Logros

### Club
- Primera División de Egipto (1): 1997/98
- Supercopa Árabe (2): 1997, 1998

### Selección nacional
- Copa Africana de Naciones (2): 2008, 2010

### Individual
- Equipo Ideal de la Copa Africana de Naciones 2008.